# Ритвельд, Питер
Питер Ритвельд (нидерл. Pieter Rietveld; 15 декабря 1952, Беркел-эн-Роденрейс, Южная Голландия, Нидерланды — 1 ноября 2013, Амстелвен, Северная Голландия, Нидерланды) — голландский экономист, профессор экономики Амстердамского свободного университета.

## Биография
Пит родился 15 декабря 1952 года в Беркел-эн-Роденрейс, Южная Голландия.
Среднее образование П. Ритвельд получил в реформатском лицее Роттердама, где обучался в 1965—1970 годах, а степень магистра наук по эконометрике получил после обучения в Роттердамском университете Эразма в 1970—1975 годах. В 1980 году был удостоен докторской степени в Амстердамском свободном университете за защиту диссертации на тему «Мультиобъективные методы решения и региональное планирование».
Преподавательскую деятельность Пит начал в качестве научного ассистента по экономике в Роттердамском университете Эразма в 1972—1975 годах, после получения степени магистра занял должность ассистента профессора по региональной экономике в Амстердамском свободном университете в 1975—1983 годах. В 1980—1981 годах также был научным сотрудником Группы регионального развития Международного института прикладного системного анализа в Лаксенбурге, Австрия. Был координатором исследований на факультете экономики Христианского университета Сатья-Вакана в 1983—1986 годах. Затем был ассоциированным профессором региональной экономики в 1986—1990 годах, а в 1990—2013 годах был полным профессором экономики транспорта Амстердамского свободного университета. В 1998—2003 годах был директором исследований факультета экономики и делового администрирования, а в 2002—2013 годах заведующим кафедрой региональной и пространственной экономики Амстердамского свободного университета.
Пит Ритвельд был членом Европейской Академии, членом и председателем в 1994—1996 годах Международной ассоциации региональной науки, сотрудником института Тинбергена, председателем Европейской сетевого транспорта и коммуникаций с 2001 года, членом редколлегии журнала «Annals of Regional Science» с 1992 года и International Regional Science Review с 1995 года, журнала «Transportation Research Part D: Transport and Environment» с 1996 года и журнала «Bulletin of Indonesian Economic Studies» с 1996 года, журнала «Tijdschrift Vervoerwetenschap» с 1996 года и журнала «European Review Infrastructure Research» с 2000 года.

## Память
Амстердамский свободный университет учредил с 2014 года стипендию Пита Ритвельда (полная стоимость проживания и оплата обучения) лучшему студенту из развивающейся страны.

## Награды
За свои достижения в области экономики был удостоен рядом наград:
- 1999 — премия Хендрика Мюллера[англ.] от Королевской академии наук и искусств Нидерландов.